# Nova Independência
Nova Independência este un oraș în São Paulo (SP), Brazilia.